# Varennes-Saint-Sauveur
Varennes-Saint-Sauveur este o comună în departamentul Saône-et-Loire, Franța. În 2009 avea o populație de 1.193 de locuitori.

## Evoluția populației
| An        | 1975  | 1982  | 1990  | 1999  | 2006  | 2009  |
| --------- | ----- | ----- | ----- | ----- | ----- | ----- |
| Populație | 1.037 | 1.054 | 1.039 | 1.005 | 1.145 | 1.193 |